# Акваріум (книга, 1985)
Акваріум — книга Віктора Суворова (рос. Аква́риум), написана в автобіографічній манері (1985 року).

## Видання
Ця книга вперше відкрила секрети самої таємничої розвідки світу — ГРУ. Книга витримала понад 70 видань на 27 мовах. «Акваріум» послужив основою для створення кінофільму, телесеріалу і численних літературних творів.
Українською мовою видана в 1992 р. видавництвом «Полісся», в 2014 була перевидана видавництвом «Зелений пес».

##### інших авторів
- Акваріум (книга)